# Khalil Chahine
Khalil Chahine (* 8. Juni 1956) ist ein französischer Jazz- und Fusionmusiker (Gitarre, Komposition, auch Harmonika, Synthesizer, Perkussion) mit ägyptischen Wurzeln. Er ist vor allem als Filmkomponist in Erscheinung getreten.

## Leben und Wirken
Chahine legte seit 1989 Alben unter eigenem Namen vor, die einen Crossover aus Jazz, Fusion, orientalischer Musik und Klassik darstellen. Auch spielte er mit den Paris Jazz Horns. Er begleitete zudem Jacques Dutronc, Jean-Loup Longnon, Jonatan Cerrada, Amar Sundy und Françoise Hardy und war als Gitarrist an der Einspielung der Musik zu Science of Sleep – Anleitung zum Träumen beteiligt. Chris Rea holte ihn als Gitarrist (neben Sacha Distel) und Arrangeur für sein Album Guitars Unlimited. Zudem komponierte er für Hardy und Viktor Lazlo und arrangierte für Blur und Daniel Mille. Seit den frühen 1990er Jahren komponierte er häufig für den Film, schuf aber für France 2 auch die Themenmelodien für die Nachrichten und das Wetter. Im Auftrag des Louvre schrieb er 2012 die Musik zu Les Aventures du Prince Ahmed.

## Diskographie
- 1989: Mektoub
- 1992: Turkoise (mit Richard Galliano, Didier Makaga, Bertrand Richard, Robert Persi, Jean-Marc Jafet, Jean-Paul Céléa, Sylvin Marc, Jean-François Rougé, André Ceccarelli, Luis Augusto, Sydney Thiam, Richard Cross, Serge Ponsar)
- 1994: Hekma (mit Richard Galliano, Kudsi Ergüner, David Linx, Viktor Lazlo u. a.)
- 1995: Opake
- 1999: Bakhtus
- 2009: Noun
- 2013: Kairos (Éric Séva, Kevin Reveyrand, Nicolas Filiatreau, Sydney Thiam)
- 2018: Kafé Groppi
- 2022: Ekzhibition 104

## Filmmusiken
- 1990: Le Bal du gouverneur (Regie: Marie-France Pisier)
- 1991: Ragazzi (Regie: Mama Keïta)
- 1991: Stranger (The Stranger) (Regie: Joan Tewkesbury, Wayne Wang, Daniel Vigne)
- 1993: Émilie Muller (Regie: Yvon Marciano)
- 1996: Fallait pas !... (Regie: Gérard Jugnot)
- 1998: Tanger – Die Legende einer Stadt (Regie: Peter Goedel)
- 1999: Schöne Venus (Vénus Beauté (Institut)) (Regie: Tonie Marshall)
- 2000: Meilleur espoir féminin (Regie: Gérard Jugnot)
- 2000: Rebellen in Daresalam (Daresalam) (Regie: Issa Serge Coelo)
- 2002: Monsieur Batignole (Regie: Gérard Jugnot)
- 2004: Mariage mixte (Regie: Alexandre Arcady)
- 2008: Ndjamena City (Regie: Issa Serge Coelo)
- 2017: C’est beau la vie quand on y pense (Regie: Gérard Jugnot)